# 1922 Зулу
1922 Зулу (1922 Zulu, тимчасове позначення 1949 HC) — астероїд головного поясу, відкритий 25 квітня 1949 року південноафриканським астрономом Ернестом Леонардом Джонсоном у Республіканській обсерваторії Йоханнесбурга (Південна Африка). Це один із небагатьох астероїдів, який перебуває в орбітальному резонансі 2:1 з Юпітером.
Зулу був втрачений невдовзі після відкриття і «відкритий заново» в 1974 році астрономами Обсерваторії Цинциннаті. Порівняно з іншими астероїдами поясу астероїдів, орбіта Зулу значно нахилена: її нахил становить 35,4°. Можливо, цей факт пов’язаний із наявністю орбітального резонансу 2:1 з Юпітером.
Астероїд названо на честь південноафриканського племені зулусів, аби віддячити деяким його представникам, які були сумлінними працівниками в Республіканській обсерваторії Йоханнесбурга. Зулу тісно пов’язаний із двома іншими астероїдами — 1362 Ґріква та 1921 Пала, які теж були названі на честь африканських племен і також перебувають в орбітальному резонансі 2:1 із Юпітером.
Тіссеранів параметр щодо Юпітера — 2,735.